# Камілла Рюттер Юль
Камілла Рюттер Юль  (дан. Kamilla Rytter Juhl, 23 листопада 1983) — данська бадмінтоністка, олімпійська медалістка, чемпіонка світу, багаторазова чемпіонка Європи.
Срібну медаль Олімпіади в Ріо здобула в парі з Хрістінною Педерсен.

## Особисте життя
Камілла Рюттер Юль відкрита лесбійка. Вона народила доньку на ім'я Моллі у січні 2019 року. Рюттер Юль перебуває у стосунках з Хрістінною Педерсен з 2009 року.

## Виступи на Олімпіадах
| Олімпіада   | Дисципліна    | Місце |
| ----------- | ------------- | ----- |
| Пекін 2008  | мікст         | =5    |
| Пекін 2008  | парний розряд | =9    |
| Лондон 2012 | мікст         | =5    |
| Лондон 2012 | парний розряд | =5    |
| Ріо 2016    | парний розряд | 2     |